# Campeonato Mundial de Baloncesto Sub-17 de 2024
El Campeonato Mundial de Baloncesto Sub-17 de 2024 fue la séptima edición del torneo organizado por FIBA que enfrenta a los seleccionados nacionales juveniles de 17 años o menos. Se desarrolló en la ciudad de Estambul (Turquía) desde el 29 de junio hasta el 7 de julio de 2024.

## Clasificación
| Competición                             | Fecha                       | Sede     | Plazas | Equipos clasificados                        |
| --------------------------------------- | --------------------------- | -------- | ------ | ------------------------------------------- |
| País anfitrión                          | –                           | –        | 1      | Turquía                                     |
| Campeonato FIBA África Sub-16 de 2023   | 13–23 de julio de 2023      | Monastir | 2      | Egipto Guinea                               |
| Campeonato FIBA Américas Sub-16 de 2023 | 5–11 de junio de 2023       | Mérida   | 4      | Argentina Canadá Estados Unidos Puerto Rico |
| Campeonato FIBA Asia Sub-16 de 2023     | 17–22 de septiembre de 2023 | Doha     | 4      | Australia China Filipinas Nueva Zelanda     |
| Campeonato FIBA Europa Sub-16 de 2023   | 5–13 de agosto de 2023      | Skopie   | 5      | Alemania España Francia Italia Lituania     |
| Total                                   | Total                       |          | 16     | 16                                          |

## Sorteo
Para el sorteo de los grupos, los equipos participantes fueron distribuidos sobre la base de principios de calidad y geografía en los siguientes cuatro bombos.
| Bombo 1                                 | Bombo 2                        | Bombo 3                               | Bombo 4                              |
| --------------------------------------- | ------------------------------ | ------------------------------------- | ------------------------------------ |
| Turquía Estados Unidos España Australia | Italia Francia Lituania Canadá | Alemania Puerto Rico Argentina Guinea | Nueva Zelanda China Egipto Filipinas |

El sorteo tuvo lugar el 7 de junio de 2024 y contó con la presencia del exjugador turco Kerem Tunçeri.
| Grupo A                               | Grupo B                             | Grupo C                                | Grupo D                          |
| ------------------------------------- | ----------------------------------- | -------------------------------------- | -------------------------------- |
| España Lituania Filipinas Puerto Rico | China Estados Unidos Francia Guinea | Argentina Turquía Nueva Zelanda Italia | Egipto Alemania Canadá Australia |

## Fase de grupos
Todos los horarios corresponden al huso horario local (UTC+3).

### Grupo A
| Pos. | Equipo      | PJ | G | P | PF  | PC  | DP   | Pts |
| ---- | ----------- | -- | - | - | --- | --- | ---- | --- |
| 1    | España      | 3  | 3 | 0 | 265 | 172 | +93  | 6   |
| 2    | Lituania    | 3  | 2 | 1 | 277 | 208 | +69  | 5   |
| 3    | Puerto Rico | 3  | 1 | 2 | 241 | 237 | +4   | 4   |
| 4    | Filipinas   | 3  | 0 | 3 | 135 | 301 | −166 | 3   |

 Fuente: FIBA
Fecha 1
| 29 de junio | España                                                           | 89–63                                 | Puerto Rico                                                | Estambul                                                                                           |  |
| 12:00       | Parciales: 17-12, 21-12, 24-23, 27-16                            | Parciales: 17-12, 21-12, 24-23, 27-16 | Parciales: 17-12, 21-12, 24-23, 27-16                      | |  |
|             | Estadísticas Gildas Giménez 17 Gildas Giménez 9 Tres jugadores 4 | Reporte Pts Reb Asts                  | Estadísticas 9 Jahrel Vigo 8 Jahrel Vigo 4 Felipe Quiñones | Pabellón: Pabellón Deportivo Ahmet Cömert Árbitros: Beniamino Attard Daigo Urushima Fernando Leite |  |

| 29 de junio | Lituania                                                              | 107–48                               | Filipinas                                                                 | Estambul                                                                                    |  |
| 12:30       | Parciales: 23-13, 23-16, 35-7, 26-12                                  | Parciales: 23-13, 23-16, 35-7, 26-12 | Parciales: 23-13, 23-16, 35-7, 26-12                                      |                                                                                             |  |
|             | Estadísticas Artūras Butajevas 22 Artūras Butajevas 9 Dovydas Buika 6 | Reporte Pts Reb Asts                 | Estadísticas 10 Cletz David Amos 6 Kurt Nathan Velasquez 2 Tres jugadores | Pabellón: Sinan Erdem Spor Salonu Árbitros: Alan dos Santos Maj Forsberg Mehmet Karabilecen |  |

Fecha 2
| 30 de junio | Puerto Rico                                                           | 80–95                                 | Lituania                                                                          | Estambul                                                                                      |  |
| 17:00       | Parciales: 16-20, 22-23, 19-28, 23-24                                 | Parciales: 16-20, 22-23, 19-28, 23-24 | Parciales: 16-20, 22-23, 19-28, 23-24                                             |                                                                                               |  |
|             | Estadísticas Jordan Dill 21 J. Roman, M. Santiago 5 Felipe Quiñones 3 | Reporte Pts Reb Asts                  | Estadísticas 19 Artūras Butajevas 12 Artūras Butajevas 4 D. Buika, K. Mikalauskas | Pabellón: Pabellón Deportivo Ahmet Cömert Árbitros: Krishna Domínguez Park Kyoungjin Sun Jian |  |

| 30 de junio | Filipinas                                                         | 34–96                                | España                                                                      | Estambul                                                                                |  |
| 17:30       | Parciales: 2-30, 11-27, 11-19, 10-20                              | Parciales: 2-30, 11-27, 11-19, 10-20 | Parciales: 2-30, 11-27, 11-19, 10-20                                        |                                                                                         |  |
|             | Estadísticas Bonn Ervin Daja 12 Bonn Ervin Daja 5 Edryn Morales 3 | Reporte Pts Reb Asts                 | Estadísticas 15 Máximo García-Plata 11 Ignacio Campoy 9 Máximo García-Plata | Pabellón: Sinan Erdem Spor Salonu Árbitros: Maripier Malo Yann Davidson Jean Ruhamiriza |  |

Fecha 3
| 2 de julio | España                                                       | 80–75                                 | Lituania                                                                 | Estambul                                                                                           |  |
| 15:00      | Parciales: 18-20, 17-22, 21-23, 24-10                        | Parciales: 18-20, 17-22, 21-23, 24-10 | Parciales: 18-20, 17-22, 21-23, 24-10                                    | |  |
|            | Estadísticas Gildas Giménez 15 Ian Platteeuw 8 Raúl Villar 5 | Reporte Pts Reb Asts                  | Estadísticas 15 Dovydas Buika 10 Artūras Butajevas 5 Mantas Liutkevičius | Pabellón: Pabellón Deportivo Ahmet Cömert Árbitros: Viola Györgyi Waseem Husainy Nicolas Fernandes |  |

| 2 de julio | Filipinas                                                                              | 53–98                               | Puerto Rico                                                        | Estambul                                                                                  |  |
| 15:00      | Parciales: 24-16, 6-32, 4-30, 19-20                                                    | Parciales: 24-16, 6-32, 4-30, 19-20 | Parciales: 24-16, 6-32, 4-30, 19-20                                |                                                                                           |  |
|            | Estadísticas Joaquín Gabriel Ludovice 13 B. Daja, E. Morales 9 Kurt Nathan Velasquez 6 | Reporte Pts Reb Asts                | Estadísticas 15 Jordan Dill 10 Vince Stewart Jr. 6 Felipe Quiñones | Pabellón: Sinan Erdem Spor Salonu Árbitros: Mehmet Karabilecen Wissam Zein Fernando Leite |  |

### Grupo B
| Pos. | Equipo         | PJ | G | P | PF  | PC  | DP   | Pts |
| ---- | -------------- | -- | - | - | --- | --- | ---- | --- |
| 1    | Estados Unidos | 3  | 3 | 0 | 374 | 192 | +182 | 6   |
| 2    | Francia        | 3  | 1 | 2 | 251 | 247 | +4   | 4   |
| 3    | China          | 3  | 1 | 2 | 227 | 317 | −90  | 4   |
| 4    | Guinea         | 3  | 1 | 2 | 220 | 316 | −96  | 4   |

 Fuente: FIBA
Notas:
1. 1 2 3  Desempate por resultados directos: Francia 1-1 (3 Pts), +27 DP; China 1-1 (3 Pts), -6 DP; Guinea 1-1 (3 Pts), -21 DP

Fecha 1
| 29 de junio | China                                                     | 92–101                                | Guinea                                                           | Estambul                                                                                                  |  |
| 17:00       | Parciales: 22-30, 21-22, 21-26, 28-23                     | Parciales: 22-30, 21-22, 21-26, 28-23 | Parciales: 22-30, 21-22, 21-26, 28-23                            | |  |
|             | Estadísticas Sinan Huan 25 Sinan Huan 8 Y. Li, B. Zhang 3 | Reporte Pts Reb Asts                  | Estadísticas 28 Arafan Diané 13 Arafan Diané 7 Nour Gassim Touré | Pabellón: Pabellón Deportivo Ahmet Cömert Árbitros: Gvidas Gedvilas Mohammad Taha Cecilia Montgomery-Tóth |  |

| 29 de junio | Estados Unidos                                                   | 104–81                                | Francia                                                      | Estambul                                                                               |  |
| 17:30       | Parciales: 31-17, 24-25, 27-17, 22-22                            | Parciales: 31-17, 24-25, 27-17, 22-22 | Parciales: 31-17, 24-25, 27-17, 22-22                        |                                                                                        |  |
|             | Estadísticas Cameron Boozer 29 Cameron Boozer 12 Cayden Boozer 9 | Reporte Pts Reb Asts                  | Estadísticas 19 Yannis Allard 5 Nathan Soliman 5 Soren Bracq | Pabellón: Sinan Erdem Spor Salonu Árbitros: Martin Horozov Ariadna Chueca Carlos Vélez |  |

Fecha 2
| 30 de junio | Francia                                                       | 70–73                                 | China                                                  | Estambul                                                                                        |  |
| 14:30       | Parciales: 19-19, 23-13, 16-24, 12-17                         | Parciales: 19-19, 23-13, 16-24, 12-17 | Parciales: 19-19, 23-13, 16-24, 12-17                  |                                                                                                 |  |
|             | Estadísticas Hugo Yimga 29 Hugo Yimga 9 A. Naji, M. Lemoine 4 | Reporte Pts Reb Asts                  | Estadísticas 18 Boyuan Zhang 10 Sinan Huan 5 Wenwei He | Pabellón: Pabellón Deportivo Ahmet Cömert Árbitros: Wissam Zein Sara Elsharnouby Fernando Leite |  |

| 30 de junio | Guinea                                                              | 49–124                              | Estados Unidos                                                          | Estambul                                                                             |  |
| 15:00       | Parciales: 14-28, 9-31, 18-37, 8-28                                 | Parciales: 14-28, 9-31, 18-37, 8-28 | Parciales: 14-28, 9-31, 18-37, 8-28                                     |                                                                                      |  |
|             | Estadísticas S. Cissé, A. Diané 14 Arafan Diané 11 Tres jugadores 3 | Reporte Pts Reb Asts                | Estadísticas 19 AJ Dybantsa 10 Cameron Boozer 6 T. Stokes, J. Mandaquit | Pabellón: Sinan Erdem Spor Salonu Árbitros: Gvidas Gedvilas Viola Györgyi Mbaye Seye |  |

Fecha 3
| 2 de julio | China                                                    | 62–146                               | Estados Unidos                                                  | Estambul                                                                                  |  |
| 12:30      | Parciales: 10-38, 20-35, 23-35, 9-38                     | Parciales: 10-38, 20-35, 23-35, 9-38 | Parciales: 10-38, 20-35, 23-35, 9-38                            |                                                                                           |  |
|            | Estadísticas Yuezhou Li 17 Tres jugadores 5 Yuezhou Li 4 | Reporte Pts Reb Asts                 | Estadísticas 21 Jalen Haralson 9 Cameron Boozer 10 Tyran Stokes | Pabellón: Sinan Erdem Spor Salonu Árbitros: Ariadna Chueca Park Kyoungjin Jean Ruhamiriza |  |

| 2 de julio | Francia                                               | 100–70                                | Guinea                                                                | Estambul                                                                                              |  |
| 12:30      | Parciales: 27-18, 24-14, 21-21, 28-17                 | Parciales: 27-18, 24-14, 21-21, 28-17 | Parciales: 27-18, 24-14, 21-21, 28-17                                 | |  |
|            | Estadísticas Hugo Yimga 16 Hugo Yimga 7 Soren Bracq 6 | Reporte Pts Reb Asts                  | Estadísticas 19 Abdouramane Touré 11 Arafan Diané 5 Nour Gassim Touré | Pabellón: Pabellón Deportivo Ahmet Cömert Árbitros: Krishna Domínguez Sara Elsharnouby Daigo Urushima |  |

### Grupo C
| Pos. | Equipo        | PJ | G | P | PF  | PC  | DP  | Pts |
| ---- | ------------- | -- | - | - | --- | --- | --- | --- |
| 1    | Nueva Zelanda | 3  | 2 | 1 | 272 | 270 | +2  | 5   |
| 2    | Turquía (H)   | 3  | 2 | 1 | 247 | 239 | +8  | 5   |
| 3    | Argentina     | 3  | 1 | 2 | 215 | 242 | −27 | 4   |
| 4    | Italia        | 3  | 1 | 2 | 248 | 231 | +17 | 4   |

 Fuente: FIBA
Notas:
1. 1 2  Desempate por resultados directos: Nueva Zelanda 1-0 (2 Pts), +20 DP; Turquía 0-1 (1 Pts), -20 DP
2. 1 2  Desempate por resultados directos: Argentina 1-0 (2 Pts), +4 DP; Italia 0-1 (1 Pts), -4 DP

Fecha 1
| 29 de junio | Argentina                                                      | 83–79                                 | Italia                                                                  | Estambul                                                                                               |  |
| 19:30       | Parciales: 19-27, 25-28, 19-14, 20-10                          | Parciales: 19-27, 25-28, 19-14, 20-10 | Parciales: 19-27, 25-28, 19-14, 20-10                                   | |  |
|             | Estadísticas Tyler Kropp 29 Felipe Minzer 9 Juan Pablo Arias 5 | Reporte Pts Reb Asts                  | Estadísticas 20 Maikcol Pérez 6 Maikcol Pérez 3 P. Hassan, F. Carnevale | Pabellón: Pabellón Deportivo Ahmet Cömert Árbitros: Viola Györgyi Nicolas Fernandes Carmelo de la Rosa |  |

| 29 de junio | Turquía                                              | 94–114                                | Nueva Zelanda                                                  | Estambul                                                                              |  |
| 20:00       | Parciales: 21-38, 16-28, 19-30, 38-18                | Parciales: 21-38, 16-28, 19-30, 38-18 | Parciales: 21-38, 16-28, 19-30, 38-18                          |                                                                                       |  |
|             | Estadísticas Kaan Onat 17 Kaan Onat 5 Atahan Akbaş 6 | Reporte Pts Reb Asts                  | Estadísticas 26 Oscar Goodman 14 Troy Plumtree 7 Oscar Goodman | Pabellón: Sinan Erdem Spor Salonu Árbitros: Maripier Malo Waseem Husainy Teresa Stuck |  |

Fecha 2
| 30 de junio | Nueva Zelanda                                                    | 89–81                                 | Argentina                                                      | Estambul                                                                                          |  |
| 19:30       | Parciales: 24-26, 12-17, 20-18, 33-20                            | Parciales: 24-26, 12-17, 20-18, 33-20 | Parciales: 24-26, 12-17, 20-18, 33-20                          |                                                                                                   |  |
|             | Estadísticas Troy Plumtree 22 Troy Plumtree 11 Cinco jugadores 2 | Reporte Pts Reb Asts                  | Estadísticas 25 Tyler Kropp 9 Felipe Minzer 5 Juan Pablo Arias | Pabellón: Pabellón Deportivo Ahmet Cömert Árbitros: Nicolas Fernandes Carlos Vélez Daigo Urushima |  |

| 30 de junio | Italia                                                           | 74–79                                 | Turquía                                                        | Estambul                                                                                |  |
| 20:00       | Parciales: 28-18, 14-25, 18-18, 14-18                            | Parciales: 28-18, 14-25, 18-18, 14-18 | Parciales: 28-18, 14-25, 18-18, 14-18                          |                                                                                         |  |
|             | Estadísticas Diego Garavaglia 18 Luigi Suigo 11 Patrick Hassan 7 | Reporte Pts Reb Asts                  | Estadísticas 24 Kaan Onat 8 Yavuz Selim Kara 7 Derin Can Üstün | Pabellón: Sinan Erdem Spor Salonu Árbitros: Martin Horozov Maj Forsberg Alan dos Santos |  |

Fecha 3
| 2 de julio | Argentina                                                   | 51–74                                 | Turquía                                                        | Estambul                                                                                     |  |
| 20:00      | Parciales: 11-20, 15-17, 13-12, 12-25                       | Parciales: 11-20, 15-17, 13-12, 12-25 | Parciales: 11-20, 15-17, 13-12, 12-25                          |                                                                                              |  |
|            | Estadísticas Felipe Minzer 18 Tyler Kropp 9 Felipe Minzer 4 | Reporte Pts Reb Asts                  | Estadísticas 32 Kaan Onat 9 Aldin Türkoğlu 5 D. Üstün, K. Onat | Pabellón: Sinan Erdem Spor Salonu Árbitros: Gvidas Gedvilas Maripier Malo Carmelo de la Rosa |  |

| 2 de julio | Nueva Zelanda                                                    | 69–95                                 | Italia                                                                      | Estambul                                                                                   |  |
| 20:00      | Parciales: 14-14, 20-28, 21-27, 14-26                            | Parciales: 14-14, 20-28, 21-27, 14-26 | Parciales: 14-14, 20-28, 21-27, 14-26                                       |                                                                                            |  |
|            | Estadísticas Oscar Goodman 13 Cuatro jugadores 7 Oscar Goodman 4 | Reporte Pts Reb Asts                  | Estadísticas 16 Achille Lonati 5 D. Garavaglia, M. Accorsi 7 Mattia Ceccato | Pabellón: Pabellón Deportivo Ahmet Cömert Árbitros: Martin Horozov Teresa Stuck Amal Dahra |  |

### Grupo D
| Pos. | Equipo    | PJ | G | P | PF  | PC  | DP  | Pts |
| ---- | --------- | -- | - | - | --- | --- | --- | --- |
| 1    | Australia | 3  | 3 | 0 | 231 | 203 | +28 | 6   |
| 2    | Canadá    | 3  | 2 | 1 | 210 | 187 | +23 | 5   |
| 3    | Alemania  | 3  | 1 | 2 | 184 | 222 | −38 | 4   |
| 4    | Egipto    | 3  | 0 | 3 | 216 | 229 | −13 | 3   |

 Fuente: FIBA
Fecha 1
| 29 de junio | Egipto                                                       | 82–85                                 | Australia                                                                 | Estambul                                                                                |  |
| 14:30       | Parciales: 14-13, 15-28, 20-21, 33-23                        | Parciales: 14-13, 15-28, 20-21, 33-23 | Parciales: 14-13, 15-28, 20-21, 33-23                                     |                                                                                         |  |
|             | Estadísticas Omar Essam 17 Ali Assran 8 Youssef Elhalawany 5 | Reporte Pts Reb Asts                  | Estadísticas 19 Harrison Beauchamp 5 Henry Sewell 4 H. Sewell, D. Daniels | Pabellón: Pabellón Deportivo Ahmet Cömert Árbitros: Park Kyoungjin Wissam Zein Sun Jian |  |

| 29 de junio | Alemania                                                        | 52–77                                | Canadá                                                                  | Estambul                                                                                    |  |
| 15:00       | Parciales: 21-19, 11-23, 4-19, 16-16                            | Parciales: 21-19, 11-23, 4-19, 16-16 | Parciales: 21-19, 11-23, 4-19, 16-16                                    |                                                                                             |  |
|             | Estadísticas Declan Duru 17 Declan Duru 12 D. Duru, J. Baumer 3 | Reporte Pts Reb Asts                 | Estadísticas 22 Quinten Ethier 8 Quinten Ethier 5 J. Charles, M. Sadler | Pabellón: Sinan Erdem Spor Salonu Árbitros: Krishna Domínguez Yasmina Alcaraz Yann Davidson |  |

Fecha 2
| 30 de junio | Australia                                                                | 74–60                                | Alemania                                                           | Estambul                                                                                                  |  |
| 12:00       | Parciales: 20-14, 6-18, 22-17, 26-11                                     | Parciales: 20-14, 6-18, 22-17, 26-11 | Parciales: 20-14, 6-18, 22-17, 26-11                               | |  |
|             | Estadísticas Harrison Beauchamp 16 R. Akhuar, M. Kuany 11 Dash Daniels 5 | Reporte Pts Reb Asts                 | Estadísticas 12 J. Baumer, J. Scheffs 8 Declan Duru 5 Julis Baumer | Pabellón: Pabellón Deportivo Ahmet Cömert Árbitros: Beniamino Attard Cecilia Montgomery-Tóth Teresa Stuck |  |

| 30 de junio | Canadá                                                                     | 72–63                                 | Egipto                                                                   | Estambul                                                                                 |  |
| 12:30       | Parciales: 14-22, 17-16, 19-13, 22-12                                      | Parciales: 14-22, 17-16, 19-13, 22-12 | Parciales: 14-22, 17-16, 19-13, 22-12                                    |                                                                                          |  |
|             | Estadísticas Miles Michael Sadler 30 Stefan Ilic 12 Miles Michael Sadler 7 | Reporte Pts Reb Asts                  | Estadísticas 19 Mohamed Wael Shahin 8 Omar Essam 5 M. Shahin, Y. Elgabry | Pabellón: Sinan Erdem Spor Salonu Árbitros: Ariadna Chueca Carmelo de la Rosa Amal Dahra |  |

Fecha 3
| 2 de julio | Egipto                                                                      | 71–72                                               | Alemania                                                     | Estambul                                                                                        |  |
| 17:30      | Parciales: 13-15, 15-10, 19-15, 14-21 (T.E.: 10-11)                         | Parciales: 13-15, 15-10, 19-15, 14-21 (T.E.: 10-11) | Parciales: 13-15, 15-10, 19-15, 14-21 (T.E.: 10-11)          |                                                                                                 |  |
|            | Estadísticas Youssef Elhalawany 19 Omar Essam 12 M. Shahin, Y. Elhalawany 5 | Reporte Pts Reb Asts                                | Estadísticas 20 Fabian Kayser 11 Declan Duru 5 Fabian Kayser | Pabellón: Pabellón Deportivo Ahmet Cömert Árbitros: Beniamino Attard Carlos Vélez Mohammad Taha |  |

| 2 de julio | Canadá                                                                        | 61–72                                 | Australia                                                  | Estambul                                                                               |  |
| 17:30      | Parciales: 18-23, 14-16, 19-13, 10-20                                         | Parciales: 18-23, 14-16, 19-13, 10-20 | Parciales: 18-23, 14-16, 19-13, 10-20                      |                                                                                        |  |
|            | Estadísticas K. Grandison, M. Sadler 11 Stefan Ilic 10 Miles Michael Sadler 5 | Reporte Pts Reb Asts                  | Estadísticas 14 Dash Daniels 10 Dash Daniels 4 Roor Akhuar | Pabellón: Sinan Erdem Spor Salonu Árbitros: Alan dos Santos Maj Forsberg Yann Davidson |  |

## Fase final

### Cuadro de finales
|  | Octavos de final | Octavos de final | Octavos de final |                |                | Cuartos de final | Cuartos de final | Cuartos de final |  |               | Semifinales   | Semifinales | Semifinales |         |                    | Final              | Final              | Final      |  |
|  | 3 de julio       | 3 de julio       | 3 de julio       |                |                | 5 de julio       | 5 de julio       | 5 de julio       |  |               | 6 de julio    | 6 de julio  | 6 de julio  |         |                    | 7 de julio         | 7 de julio         | 7 de julio |  |
|  |                  |                  |                  |                |                |                  |                  |                  |  |               |               |             |             |         |                    |                    |                    |            |  |
|  |                  |                  |                  |                |                |                  |                  |                  |  |               |               |             |             |         |                    |                    |                    |            |  |
|  | A1               | España           | 77               |                |                |                  |                  |                  |  |               |               |             |             |         |                    |                    |                    |            |  |
|  | A1               | España           | 77               |                |                |                  |                  |                  |  |               |               |             |             |         |                    |                    |                    |            |  |
|  | B4               | Guinea           | 55               |                |                |                  |                  |                  |  |               |               |             |             |         |                    |                    |                    |            |  |
|  | B4               | Guinea           | 55               |                | España         | España           | 57               |                  |  |               |               |             |             |         |                    |                    |                    |            |  |
|  |                  |                  |                  |                | España         | España           | 57               |                  |  |               |               |             |             |         |                    |                    |                    |            |  |
|  |                  |                  | Turquía          | Turquía        | 59             |                  |                  |                  |  |               |               |             |             |         |                    |                    |                    |            |  |
|  | C2               | Turquía          | Turquía          | Turquía        | 59             | 81               |                  |                  |  |               |               |             |             |         |                    |                    |                    |            |  |
|  | C2               | Turquía          |                  |                |                |                  |                  |                  |  |               |               |             |             |         |                    |                    |                    |            |  |
|  | D3               | Alemania         | 54               |                |                |                  |                  |                  |  |               |               |             |             |         |                    |                    |                    |            |  |
|  | D3               | Alemania         | 54               |                |                |                  |                  |                  |  | Turquía       | Turquía       | 63          |             |         |                    |                    |                    |            |  |
|  |                  |                  |                  |                |                |                  |                  |                  |  | Turquía       | Turquía       | 63          |             |         |                    |                    |                    |            |  |
|  |                  |                  | Italia           | Italia         | 90             |                  |                  |                  |  |               |               |             |             |         |                    |                    |                    |            |  |
|  | A3               | Puerto Rico      | Italia           | Italia         | 90             | 91               |                  |                  |  |               |               |             |             |         |                    |                    |                    |            |  |
|  | A3               | Puerto Rico      |                  |                |                |                  |                  |                  |  |               |               |             |             |         |                    |                    |                    |            |  |
|  | B2               | Francia          | 84               |                |                |                  |                  |                  |  |               |               |             |             |         |                    |                    |                    |            |  |
|  | B2               | Francia          | 84               |                | Puerto Rico    | Puerto Rico      | 65               |                  |  |               |               |             |             |         |                    |                    |                    |            |  |
|  |                  |                  |                  |                | Puerto Rico    | Puerto Rico      | 65               |                  |  |               |               |             |             |         |                    |                    |                    |            |  |
|  |                  |                  | Italia           | Italia         | 83             |                  |                  |                  |  |               |               |             |             |         |                    |                    |                    |            |  |
|  | C4               | Italia           | Italia           | Italia         | 83             | 95               |                  |                  |  |               |               |             |             |         |                    |                    |                    |            |  |
|  | C4               | Italia           |                  |                |                |                  |                  |                  |  |               |               |             |             |         |                    |                    |                    |            |  |
|  | D1               | Australia        | 91               |                |                |                  |                  |                  |  |               |               |             |             |         |                    |                    |                    |            |  |
|  | D1               | Australia        | 91               |                |                |                  |                  |                  |  |               |               |             |             |         | Italia             | Italia             | 88                 |            |  |
|  |                  |                  |                  |                |                |                  |                  |                  |  |               |               |             |             |         | Italia             | Italia             | 88                 |            |  |
|  |                  |                  | Estados Unidos   | Estados Unidos | 129            |                  |                  |                  |  |               |               |             |             |         |                    |                    |                    |            |  |
|  | A2               | Lituania         | Estados Unidos   | Estados Unidos | 129            | 76               |                  |                  |  |               |               |             |             |         |                    |                    |                    |            |  |
|  | A2               | Lituania         |                  |                |                |                  |                  |                  |  |               |               |             |             |         |                    |                    |                    |            |  |
|  | B3               | China            | 70               |                |                |                  |                  |                  |  |               |               |             |             |         |                    |                    |                    |            |  |
|  | B3               | China            | 70               |                | Lituania       | Lituania         | 65               |                  |  |               |               |             |             |         |                    |                    |                    |            |  |
|  |                  |                  |                  |                | Lituania       | Lituania         | 65               |                  |  |               |               |             |             |         |                    |                    |                    |            |  |
|  |                  |                  | Nueva Zelanda    | Nueva Zelanda  | 73             |                  |                  |                  |  |               |               |             |             |         |                    |                    |                    |            |  |
|  | C1               | Nueva Zelanda    | Nueva Zelanda    | Nueva Zelanda  | 73             | 85               |                  |                  |  |               |               |             |             |         |                    |                    |                    |            |  |
|  | C1               | Nueva Zelanda    |                  |                |                |                  |                  |                  |  |               |               |             |             |         |                    |                    |                    |            |  |
|  | D4               | Egipto           | 64               |                |                |                  |                  |                  |  |               |               |             |             |         |                    |                    |                    |            |  |
|  | D4               | Egipto           | 64               |                |                |                  |                  |                  |  | Nueva Zelanda | Nueva Zelanda | 65          |             |         |                    |                    |                    |            |  |
|  |                  |                  |                  |                |                |                  |                  |                  |  | Nueva Zelanda | Nueva Zelanda | 65          |             |         |                    |                    |                    |            |  |
|  |                  |                  | Estados Unidos   | Estados Unidos | 145            |                  |                  |                  |  |               |               |             |             |         |                    |                    |                    |            |  |
|  | A4               | Filipinas        | Estados Unidos   | Estados Unidos | 145            | 45               |                  |                  |  |               |               |             |             |         |                    |                    |                    |            |  |
|  | A4               | Filipinas        |                  |                |                |                  |                  |                  |  |               |               |             |             |         |                    |                    |                    |            |  |
|  | B1               | Estados Unidos   | 141              |                |                |                  |                  |                  |  |               |               |             |             |         |                    |                    |                    |            |  |
|  | B1               | Estados Unidos   | 141              |                | Estados Unidos | Estados Unidos   | 111              |                  |  |               |               |             |             |         | Partido 3.º puesto | Partido 3.º puesto | Partido 3.º puesto |            |  |
|  |                  |                  |                  |                | Estados Unidos | Estados Unidos   | 111              |                  |  |               |               |             |             |         | Partido 3.º puesto | Partido 3.º puesto | Partido 3.º puesto |            |  |
|  |                  |                  | Canadá           | Canadá         | 60             |                  |                  |                  |  |               |               |             |             |         |                    |                    |                    |            |  |
|  | C3               | Argentina        | Canadá           | Canadá         | 60             | 71               |                  |                  |  |               |               |             |             | Turquía | Turquía            | 101                |                    |            |  |
|  | C3               | Argentina        |                  |                |                |                  |                  |                  |  |               |               |             |             | Turquía | Turquía            | 101                |                    |            |  |
|  | D2               | Canadá           | 77               |                |                |                  |                  |                  |  |               |               |             |             |         |                    | Nueva Zelanda      | Nueva Zelanda      | 78         |  |
|  | D2               | Canadá           | 77               |                |                |                  |                  |                  |  |               |               |             |             |         |                    | Nueva Zelanda      | Nueva Zelanda      | 78         |  |
|  |                  |                  |                  |                |                |                  |                  |                  |  |               |               |             |             |         |                    |                    |                    |            |  |

#### Octavos de final
| 3 de julio | Puerto Rico                                                    | 91–84                                 | Francia                                                    | Estambul                                                                                        |  |
| 12:00      | Parciales: 23-23, 21-19, 24-19, 23-23                          | Parciales: 23-23, 21-19, 24-19, 23-23 | Parciales: 23-23, 21-19, 24-19, 23-23                      |                                                                                                 |  |
|            | Estadísticas Felipe Quiñones 42 Mason Santiago 7 Jahrel Vigo 4 | Reporte Pts Reb Asts                  | Estadísticas 23 Hugo Yimga 14 Hugo Yimga 7 Maxence Lemoine | Pabellón: Pabellón Deportivo Ahmet Cömert Árbitros: Gvidas Gedvilas Maj Forsberg Park Kyoungjin |  |

| 3 de julio | Lituania                                                           | 76–70                                 | China                                                | Estambul                                                                                        |  |
| 12:30      | Parciales: 15-19, 24-10, 18-23, 19-18                              | Parciales: 15-19, 24-10, 18-23, 19-18 | Parciales: 15-19, 24-10, 18-23, 19-18                |                                                                                                 |  |
|            | Estadísticas Kajus Mikalauskas 19 Ignas Urbonas 10 Dovydas Buika 6 | Reporte Pts Reb Asts                  | Estadísticas 28 Boyuan Zhang 9 Wudi Shen 5 Wenwei He | Pabellón: Sinan Erdem Spor Salonu Árbitros: Beniamino Attard Cecilia Montgomery-Tóth Amal Dahra |  |

| 3 de julio | Filipinas                                                      | 45–141                                | Estados Unidos                                           | Estambul                                                                                              |  |
| 14:30      | Parciales: 13-43, 10-37, 12-26, 10-35                          | Parciales: 13-43, 10-37, 12-26, 10-35 | Parciales: 13-43, 10-37, 12-26, 10-35                    | |  |
|            | Estadísticas Joaquín Ludovice 15 Bonn Daja 5 Elijah Williams 3 | Reporte Pts Reb Asts                  | Estadísticas 22 Koa Peat 10 Tyran Stokes 9 Cayden Boozer | Pabellón: Pabellón Deportivo Ahmet Cömert Árbitros: Viola Györgyi Mehmet Karabilecen Sara Elsharnouby |  |

| 3 de julio | España                                                                 | 77–55                                | Guinea                                                            | Estambul                                                                       |  |
| 15:00      | Parciales: 34-11, 7-15, 20-13, 16-16                                   | Parciales: 34-11, 7-15, 20-13, 16-16 | Parciales: 34-11, 7-15, 20-13, 16-16                              |                                                                                |  |
|            | Estadísticas Guillermo del Pino 17 Raúl Villar 8 S. Kemu, A. Huelves 4 | Reporte Pts Reb Asts                 | Estadísticas 22 Abdouramane Touré 10 Arafan Diané 4 Gassim Savané | Pabellón: Sinan Erdem Spor Salonu Árbitros: Waseem Husainy Sun Jian Mbaye Seye |  |

| 3 de julio | Nueva Zelanda                                                          | 85–64                                 | Egipto                                                       | Estambul                                                                                             |  |
| 17:00      | Parciales: 32-11, 23-13, 12-21, 18-19                                  | Parciales: 32-11, 23-13, 12-21, 18-19 | Parciales: 32-11, 23-13, 12-21, 18-19                        | |  |
|            | Estadísticas Lachlan Crate 14 T. Plumtree, O. Goodman 7 Hayden Jones 5 | Reporte Pts Reb Asts                  | Estadísticas 21 Ali Assran 9 Ali Assran 5 Youssef Elhalawany | Pabellón: Pabellón Deportivo Ahmet Cömert Árbitros: Carmelo de la Rosa Yann Davidson Yasmina Alcaraz |  |

| 3 de julio | Italia                                                            | 95–91                                               | Australia                                                | Estambul                                                                              |  |
| 17:30      | Parciales: 15-16, 20-25, 22-22, 22-16 (T.E.: 16-12)               | Parciales: 15-16, 20-25, 22-22, 22-16 (T.E.: 16-12) | Parciales: 15-16, 20-25, 22-22, 22-16 (T.E.: 16-12)      |                                                                                       |  |
|            | Estadísticas Diego Garavaglia 19 Maikcol Pérez 11 Maikcol Pérez 9 | Reporte Pts Reb Asts                                | Estadísticas 22 Ajak Nyuon 9 Dash Daniels 8 Dash Daniels | Pabellón: Sinan Erdem Spor Salonu Árbitros: Carlos Vélez Maripier Malo Daigo Urushima |  |

| 3 de julio | Argentina                                                    | 71–77                                 | Canadá                                                                      | Estambul                                                                                        |  |
| 19:30      | Parciales: 12-11, 22-23, 14-21, 23-22                        | Parciales: 12-11, 22-23, 14-21, 23-22 | Parciales: 12-11, 22-23, 14-21, 23-22                                       |                                                                                                 |  |
|            | Estadísticas Tyler Kropp 28 Felipe Minzer 12 Felipe Minzer 9 | Reporte Pts Reb Asts                  | Estadísticas 18 J. Charles, M. Sadler 9 Paul Osaruyi 4 Miles Michael Sadler | Pabellón: Pabellón Deportivo Ahmet Cömert Árbitros: Martin Horozov Ariadna Chueca Mohammad Taha |  |

| 3 de julio | Turquía                                               | 81–54                                | Alemania                                                           | Estambul                                                                                     |  |
| 20:00      | Parciales: 22-9, 17-12, 17-16, 25-17                  | Parciales: 22-9, 17-12, 17-16, 25-17 | Parciales: 22-9, 17-12, 17-16, 25-17                               |                                                                                              |  |
|            | Estadísticas Derin Üstün 18 Yavuz Kara 10 Kaan Onat 6 | Reporte Pts Reb Asts                 | Estadísticas 11 Declan Duru 3 Tres jugadores 2 D. Duru, J. Scheffs | Pabellón: Sinan Erdem Spor Salonu Árbitros: Alan dos Santos Nicolas Fernandes Fernando Leite |  |

#### Cuartos de final
| 5 de julio | Lituania                                                           | 65–73                                 | Nueva Zelanda                                                        | Estambul                                                                                 |  |
| 12:30      | Parciales: 19-17, 18-13, 11-19, 17-24                              | Parciales: 19-17, 18-13, 11-19, 17-24 | Parciales: 19-17, 18-13, 11-19, 17-24                                |                                                                                          |  |
|            | Estadísticas Ignas Urbonas 16 Artūras Butajevas 16 Ignas Urbonas 5 | Reporte Pts Reb Asts                  | Estadísticas 19 Oscar Goodman 13 Hayden Jones 3 O. Goodman, H. Jones | Pabellón: Sinan Erdem Spor Salonu Árbitros: Ariadna Chueca Park Kyoungjin Daigo Urushima |  |

| 5 de julio | Estados Unidos                                                     | 111–60                                | Canadá                                                               | Estambul                                                                                    |  |
| 15:00      | Parciales: 37-12, 29-15, 27-14, 18-19                              | Parciales: 37-12, 29-15, 27-14, 18-19 | Parciales: 37-12, 29-15, 27-14, 18-19                                |                                                                                             |  |
|            | Estadísticas AJ Dybantsa 18 C. Cenac, Cam. Boozer 10 AJ Dybantsa 6 | Reporte Pts Reb Asts                  | Estadísticas 14 Miles Michael Sadler 8 Paul Osaruyi 5 Jordan Charles | Pabellón: Sinan Erdem Spor Salonu Árbitros: Viola Györgyi Mehmet Karabilecen Fernando Leite |  |

| 5 de julio | Puerto Rico                                                             | 65–83                                 | Italia                                                               | Estambul                                                                                    |  |
| 17:30      | Parciales: 18-25, 18-17, 15-19, 14-22                                   | Parciales: 18-25, 18-17, 15-19, 14-22 | Parciales: 18-25, 18-17, 15-19, 14-22                                |                                                                                             |  |
|            | Estadísticas Felipe Quiñones 21 Vincent Stewart Jr 12 Felipe Quiñones 4 | Reporte Pts Reb Asts                  | Estadísticas 16 Maikcol Pérez 10 Maikcol Pérez 4 M. Pérez, A. Mathis | Pabellón: Sinan Erdem Spor Salonu Árbitros: Alan dos Santos Nicolas Fernandes Yann Davidson |  |

| 5 de julio | España                                                         | 57–59                               | Turquía                                                   | Estambul                                                                               |  |
| 20:00      | Parciales: 16-26, 19-8, 9-15, 13-10                            | Parciales: 16-26, 19-8, 9-15, 13-10 | Parciales: 16-26, 19-8, 9-15, 13-10                       |                                                                                        |  |
|            | Estadísticas Gildas Giménez 20 Ignacio Campoy 17 Raúl Villar 5 | Reporte Pts Reb Asts                | Estadísticas 16 Kaan Onat 12 Yavuz Selim Kara 9 Kaan Onat | Pabellón: Sinan Erdem Spor Salonu Árbitros: Gvidas Gedvilas Maripier Malo Carlos Vélez |  |

#### Semifinales
| 6 de julio | Nueva Zelanda                                                           | 65–145                                | Estados Unidos                                                      | Estambul                                                                                         |  |
| 17:00      | Parciales: 13-34, 21-35, 13-35, 18-41                                   | Parciales: 13-34, 21-35, 13-35, 18-41 | Parciales: 13-34, 21-35, 13-35, 18-41                               |                                                                                                  |  |
|            | Estadísticas T. Plumtree, L. Crate 12 Hayden Jones 6 I. Cate, J. Reed 3 | Reporte Pts Reb Asts                  | Estadísticas 19 K. Peat, B. McCoy 11 Cameron Boozer 9 Cayden Boozer | Pabellón: Sinan Erdem Spor Salonu Árbitros: Waseem Husainy Cecilia Montgomery-Tóth Yann Davidson |  |

| 6 de julio | Turquía                                                           | 63–90                                 | Italia                                                                  | Estambul                                                                                    |  |
| 20:00      | Parciales: 15-23, 11-19, 15-26, 22-22                             | Parciales: 15-23, 11-19, 15-26, 22-22 | Parciales: 15-23, 11-19, 15-26, 22-22                                   |                                                                                             |  |
|            | Estadísticas Cengiz Coşkun 14 Y. Kara, K. Onat 5 Tres jugadores 3 | Reporte Pts Reb Asts                  | Estadísticas 18 Diego Garavaglia 12 Maikcol Pérez 4 Francesco Carnevale | Pabellón: Sinan Erdem Spor Salonu Árbitros: Martin Horozov Nicolas Fernandes Fernando Leite |  |

#### Partido por el 3.º puesto
| 7 de julio | Turquía                                                          | 101–78                                | Nueva Zelanda                                                 | Estambul                                                                                     |  |
| 17:00      | Parciales: 25-16, 23-17, 25-20, 28-25                            | Parciales: 25-16, 23-17, 25-20, 28-25 | Parciales: 25-16, 23-17, 25-20, 28-25                         |                                                                                              |  |
|            | Estadísticas Derin Üstün 27 D. Üstün, K. Onat 8 Tres jugadores 4 | Reporte Pts Reb Asts                  | Estadísticas 25 Oscar Goodman 13 Jackson Kiss 5 Troy Plumtree | Pabellón: Sinan Erdem Spor Salonu Árbitros: Beniamino Attard Nicolas Fernandes Yann Davidson |  |

#### Final
| 7 de julio | Italia                                                         | 88–129                                | Estados Unidos                                             | Estambul                                                                                   |  |
| 20:00      | Parciales: 19-32, 17-41, 27-27, 25-29                          | Parciales: 19-32, 17-41, 27-27, 25-29 | Parciales: 19-32, 17-41, 27-27, 25-29                      |                                                                                            |  |
|            | Estadísticas Achille Lonati 20 Maikcol Pérez 8 Maikcol Pérez 8 | Reporte Pts Reb Asts                  | Estadísticas 26 Koa Peat 13 Cameron Boozer 10 JJ Mandaquit | Pabellón: Sinan Erdem Spor Salonu Árbitros: Gvidas Gedvilas Ariadna Chueca Alan dos Santos |  |

| Bandera de Estados Unidos        |
| Campeón Estados Unidos 7° título |

### Cuadro por el 5.º-8.º puesto
|  | Semifinales 5.º-8.º | Semifinales 5.º-8.º | Semifinales 5.º-8.º |          |             | Partido 5.º puesto | Partido 5.º puesto | Partido 5.º puesto |  |
|  | 6 de julio          | 6 de julio          | 6 de julio          |          |             | 7 de julio         | 7 de julio         | 7 de julio         |  |
|  |                     |                     |                     |          |             |                    |                    |                    |  |
|  |                     |                     |                     |          |             |                    |                    |                    |  |
|  | España              | España              | 58                  |          |             |                    |                    |                    |  |
|  | España              | España              | 58                  |          |             |                    |                    |                    |  |
|  | Puerto Rico         | Puerto Rico         | 65                  |          |             |                    |                    |                    |  |
|  | Puerto Rico         | Puerto Rico         | 65                  |          | Puerto Rico | Puerto Rico        | 82                 |                    |  |
|  |                     |                     |                     |          | Puerto Rico | Puerto Rico        | 82                 |                    |  |
|  |                     |                     | Lituania            | Lituania | 96          |                    |                    |                    |  |
|  | Lituania            | Lituania            | Lituania            | Lituania | 96          | 106                |                    |                    |  |
|  | Lituania            | Lituania            |                     |          |             | 106                |                    |                    |  |
|  | Canadá              | Canadá              | 104                 |          |             | Partido 7.º puesto | Partido 7.º puesto | Partido 7.º puesto |  |
|  | Canadá              | Canadá              | 104                 |          |             | Partido 7.º puesto | Partido 7.º puesto | Partido 7.º puesto |  |
|  |                     |                     |                     |          |             |                    |                    |                    |  |
|  |                     |                     |                     |          |             | España             | España             | 80                 |  |
|  |                     |                     |                     |          |             | España             | España             | 80                 |  |
|  |                     |                     |                     |          |             | Canadá             | Canadá             | 71                 |  |
|  |                     |                     |                     |          |             | Canadá             | Canadá             | 71                 |  |
|  |                     |                     |                     |          |             |                    |                    |                    |  |

#### Semifinales del 5.º-8.º puesto
| 6 de julio | Lituania                                                                  | 106–104                                             | Canadá                                                        | Estambul                                                                                 |  |
| 11:30      | Parciales: 21-20, 19-14, 29-29, 19-25 (T.E.: 18-16)                       | Parciales: 21-20, 19-14, 29-29, 19-25 (T.E.: 18-16) | Parciales: 21-20, 19-14, 29-29, 19-25 (T.E.: 18-16)           |                                                                                          |  |
|            | Estadísticas Ignas Urbonas 22 Artūras Butajevas 19 Mantas Liutkevičius 11 | Reporte Pts Reb Asts                                | Estadísticas 32 Jordan Charles 8 Stefan Ilic 5 Jordan Charles | Pabellón: Sinan Erdem Spor Salonu Árbitros: Alan dos Santos Wissam Zein Sara Elsharnouby |  |

| 6 de julio | España                                                            | 58–65                                 | Puerto Rico                                                                  | Estambul                                                                                     |  |
| 14:00      | Parciales: 17-13, 16-20, 12-17, 13-15                             | Parciales: 17-13, 16-20, 12-17, 13-15 | Parciales: 17-13, 16-20, 12-17, 13-15                                        |                                                                                              |  |
|            | Estadísticas Guillermo del Pino 9 Ignacio Campoy 13 Raúl Villar 4 | Reporte Pts Reb Asts                  | Estadísticas 15 Rognny Santiago 7 Vincent Stewart Jr 5 J. Roman, F. Quiñones | Pabellón: Sinan Erdem Spor Salonu Árbitros: Gvidas Gedvilas Viola Györgyi Mehmet Karabilecen |  |

#### Partido por el 7.º puesto
| 7 de julio | España                                                         | 80–71                                 | Canadá                                                              | Estambul                                                                                              |  |
| 11:30      | Parciales: 20-19, 22-14, 12-19, 26-19                          | Parciales: 20-19, 22-14, 12-19, 26-19 | Parciales: 20-19, 22-14, 12-19, 26-19                               | |  |
|            | Estadísticas Ignacio Campoy 20 Ignacio Campoy 13 Raúl Villar 7 | Reporte Pts Reb Asts                  | Estadísticas 16 Jordan Charles 6 S. Ilic, M. Meyer 5 Jordan Charles | Pabellón: Sinan Erdem Spor Salonu Árbitros: Carmelo de la Rosa Park Kyoungjin Cecilia Montgomery-Tóth |  |

#### Partido por el 5.º puesto
| 7 de julio | Puerto Rico                                                | 82–96                                 | Lituania                                                                       | Estambul                                                                              |  |
| 14:00      | Parciales: 17-20, 14-24, 27-22, 24-30                      | Parciales: 17-20, 14-24, 27-22, 24-30 | Parciales: 17-20, 14-24, 27-22, 24-30                                          |                                                                                       |  |
|            | Estadísticas Richard Rosa 24 Jahrel Vigo 10 Justin Roman 4 | Reporte Pts Reb Asts                  | Estadísticas 23 Mantas Liutkevičius 8 A. Butajevas, I. Urbonas 6 Ignas Urbonas | Pabellón: Sinan Erdem Spor Salonu Árbitros: Maripier Malo Carlos Vélez Fernando Leite |  |

### Cuadro por el 9.º-16.º puesto
|  | Partido 13.º puesto | Partido 13.º puesto |            |        | Semifinales 13.º-16.º | Semifinales 13.º-16.º |            |            | Cuartos de final 9.º-16.º | Cuartos de final 9.º-16.º |        |          | Semifinales 9.º-12.º | Semifinales 9.º-12.º |  |  | Partido 9.º puesto | Partido 9.º puesto |
|  |                     |                     |            |        |                       |                       |            |            |                           |                           |        |          |                      |                      |  |  |                    |                    |
|  |                     |                     |            |        |                       |                       |            |            | 5 de julio                |                           |        |          |                      |                      |  |  |                    |                    |
|  |                     |                     |            |        |                       |                       |            |            |                           |                           |        |          |                      |                      |  |  |                    |                    |
|  | 7 de julio          | 7 de julio          |            |        | 6 de julio            | 6 de julio            |            |            | Guinea                    | 65                        |        |          | 6 de julio           | 6 de julio           |  |  | 7 de julio         | 7 de julio         |
|  | 7 de julio          | 7 de julio          |            |        | 6 de julio            | 6 de julio            |            |            | Guinea                    | 65                        |        |          | 6 de julio           | 6 de julio           |  |  | 7 de julio         | 7 de julio         |
|  | 7 de julio          | 7 de julio          |            |        | 6 de julio            | 6 de julio            | Alemania   | 69         |                           |                           |        |          | 6 de julio           | 6 de julio           |  |  | 7 de julio         | 7 de julio         |
|  | 7 de julio          | 7 de julio          |            | Guinea | 98                    |                       | Alemania   | 69         |                           |                           |        | Alemania | 43                   |                      |  |  | 7 de julio         | 7 de julio         |
|  | 7 de julio          | 7 de julio          | 5 de julio | Guinea | 98                    |                       |            |            |                           |                           |        | Alemania | 43                   |                      |  |  | 7 de julio         | 7 de julio         |
|  | 7 de julio          | 7 de julio          |            |        | Australia             | 78                    |            |            | Francia                   | 91                        |        |          |                      |                      |  |  | 7 de julio         | 7 de julio         |
|  | 7 de julio          | 7 de julio          | Francia    | 96     | Australia             | 78                    |            |            | Francia                   | 91                        |        |          |                      |                      |  |  | 7 de julio         | 7 de julio         |
|  | 7 de julio          | 7 de julio          | Francia    | 96     |                       |                       |            |            |                           |                           |        |          |                      |                      |  |  | 7 de julio         | 7 de julio         |
|  | 7 de julio          | 7 de julio          |            |        | Australia             | 71                    |            |            |                           |                           |        |          |                      |                      |  |  | 7 de julio         | 7 de julio         |
|  | Guinea              | 101                 |            |        | Australia             | 71                    | Francia    | 83         |                           |                           |        |          |                      |                      |  |  |                    |                    |
|  | Guinea              | 101                 | 5 de julio |        |                       |                       | Francia    | 83         |                           |                           |        |          |                      |                      |  |  |                    |                    |
|  | China               | 105                 |            |        | Argentina             | 65                    |            |            |                           |                           |        |          |                      |                      |  |  |                    |                    |
|  | China               | 105                 | China      | 73     | Argentina             | 65                    |            |            |                           |                           |        |          |                      |                      |  |  |                    |                    |
|  |                     |                     | China      | 73     | 6 de julio            | 6 de julio            | 6 de julio | 6 de julio |                           |                           |        |          |                      |                      |  |  |                    |                    |
|  |                     |                     | Egipto     | 85     | 6 de julio            | 6 de julio            | 6 de julio | 6 de julio |                           |                           |        |          |                      |                      |  |  |                    |                    |
|  | Partido 15.º puesto | Partido 15.º puesto | Egipto     | 85     | China                 | 85                    |            |            |                           |                           | Egipto | 72       | Partido 11.º puesto  | Partido 11.º puesto  |  |  |                    |                    |
|  | Partido 15.º puesto | Partido 15.º puesto | 5 de julio |        | China                 | 85                    |            |            |                           |                           | Egipto | 72       | Partido 11.º puesto  | Partido 11.º puesto  |  |  |                    |                    |
|  | 7 de julio          | 7 de julio          |            |        | Filipinas             | 66                    |            |            | Argentina                 | 90                        |        |          | 7 de julio           | 7 de julio           |  |  |                    |                    |
|  | Australia           | 115                 | Filipinas  | 67     | Filipinas             | 66                    | Alemania   | 88         | Argentina                 | 90                        |        |          |                      |                      |  |  |                    |                    |
|  | Australia           | 115                 | Filipinas  | 67     |                       |                       | Alemania   | 88         |                           |                           |        |          |                      |                      |  |  |                    |                    |
|  | Filipinas           | 53                  |            |        | Argentina             | 83                    |            |            | Egipto                    | 65                        |        |          |                      |                      |  |  |                    |                    |

#### Cuartos de final del 9.º-16.º puesto
| 5 de julio | China                                                  | 73–85                                 | Egipto                                                | Estambul                                                                                         |  |
| 12:00      | Parciales: 23-18, 13-20, 21-21, 16-26                  | Parciales: 23-18, 13-20, 21-21, 16-26 | Parciales: 23-18, 13-20, 21-21, 16-26                 |                                                                                                  |  |
|            | Estadísticas Yuezhou Li 19 Hongze Wang 10 Yuezhou Li 7 | Reporte Pts Reb Asts                  | Estadísticas 18 Omar Essam 13 Hugo Yimga 7 Omar Essam | Pabellón: Pabellón Deportivo Ahmet Cömert Árbitros: Krishna Domínguez Jean Ruhamiriza Mbaye Seye |  |

| 5 de julio | Filipinas                                                     | 67–83                                 | Argentina                                                       | Estambul                                                                                                |  |
| 14:30      | Parciales: 15-27, 16-26, 17-16, 19-14                         | Parciales: 15-27, 16-26, 17-16, 19-14 | Parciales: 15-27, 16-26, 17-16, 19-14                           | |  |
|            | Estadísticas Kurt Velasquez 17 Bonn Daja 9 Joaquín Ludovice 5 | Reporte Pts Reb Asts                  | Estadísticas 15 Martín Torriani 9 Tyler Kropp 7 Martín Torriani | Pabellón: Pabellón Deportivo Ahmet Cömert Árbitros: Beniamino Attard Carmelo de la Rosa Yasmina Alcaraz |  |

| 5 de julio | Guinea                                                             | 65–69                                 | Alemania                                                                   | Estambul                                                                                      |  |
| 17:00      | Parciales: 19-20, 12-26, 13-10, 21-13                              | Parciales: 19-20, 12-26, 13-10, 21-13 | Parciales: 19-20, 12-26, 13-10, 21-13                                      |                                                                                               |  |
|            | Estadísticas Arafan Diané 23 Arafan Diané 18 S. Touré, G. Savané 3 | Reporte Pts Reb Asts                  | Estadísticas 13 L. Stojic, I. Crnjac 9 Declan Duru 5 L. Stojic, J. Scheffs | Pabellón: Pabellón Deportivo Ahmet Cömert Árbitros: Wissam Zein Teresa Stuck Sara Elsharnouby |  |

| 5 de julio | Francia                                                                 | 96–71                                 | Australia                                                           | Estambul                                                                                                 |  |
| 19:30      | Parciales: 24-10, 30-26, 24-14, 18-21                                   | Parciales: 24-10, 30-26, 24-14, 18-21 | Parciales: 24-10, 30-26, 24-14, 18-21                               | |  |
|            | Estadísticas Akram Naji 16 H. Yimga, Y. Allard 5 M. Lemoine, S. Bracq 4 | Reporte Pts Reb Asts                  | Estadísticas 13 D. Daniels, H. Sewell 5 Ajak Nyuon 5 Ryder Cheesman | Pabellón: Pabellón Deportivo Ahmet Cömert Árbitros: Martin Horozov Cecilia Montgomery-Tóth Mohammad Taha |  |

#### Semifinales del 13.º-16.º puesto
| 6 de julio | China                                                 | 85–66                                 | Filipinas                                                                     | Estambul                                                                                       |  |
| 12:00      | Parciales: 29-12, 26-20, 13-11, 17-23                 | Parciales: 29-12, 26-20, 13-11, 17-23 | Parciales: 29-12, 26-20, 13-11, 17-23                                         |                                                                                                |  |
|            | Estadísticas Yuezhou Li 24 Yuezhou Li 12 Yuezhou Li 4 | Reporte Pts Reb Asts                  | Estadísticas 15 Joaquín Ludovice 6 J. Ludovice, E. Morales 4 Joaquín Ludovice | Pabellón: Pabellón Deportivo Ahmet Cömert Árbitros: Krishna Domínguez Mohammad Taha Amal Dahra |  |

| 6 de julio | Guinea                                                               | 98–78                                 | Australia                                                             | Estambul                                                                                             |  |
| 14:30      | Parciales: 30-15, 13-19, 22-19, 33-25                                | Parciales: 30-15, 13-19, 22-19, 33-25 | Parciales: 30-15, 13-19, 22-19, 33-25                                 | |  |
|            | Estadísticas Abdouramane Touré 36 Abdouramane Touré 10 Sékou Touré 8 | Reporte Pts Reb Asts                  | Estadísticas 15 Nash Walker 7 Dash Daniels 5 D. Daniels, H. Beauchamp | Pabellón: Pabellón Deportivo Ahmet Cömert Árbitros: Beniamino Attard Yasmina Alcaraz Jean Ruhamiriza |  |

#### Semifinales del 9.º-12.º puesto
| 6 de julio | Egipto                                                        | 72–90                                | Argentina                                                     | Estambul                                                                                       |  |
| 17:00      | Parciales: 18-26, 22-21, 23-22, 9-21                          | Parciales: 18-26, 22-21, 23-22, 9-21 | Parciales: 18-26, 22-21, 23-22, 9-21                          |                                                                                                |  |
|            | Estadísticas Omar Essam 15 Ali Assran 11 Youssef Elhalawany 7 | Reporte Pts Reb Asts                 | Estadísticas 23 Felipe Minzer 7 Felipe Minzer 7 Felipe Minzer | Pabellón: Pabellón Deportivo Ahmet Cömert Árbitros: Ariadna Chueca Park Kyoungjin Teresa Stuck |  |

| 6 de julio | Alemania                                                               | 43–91                                | Francia                                                     | Estambul                                                                                      |  |
| 19:30      | Parciales: 4-30, 10-22, 17-19, 12-20                                   | Parciales: 4-30, 10-22, 17-19, 12-20 | Parciales: 4-30, 10-22, 17-19, 12-20                        |                                                                                               |  |
|            | Estadísticas M. Murray, F. Kayser 8 Nevio Bennefeld 5 Tom Bruggemann 2 | Reporte Pts Reb Asts                 | Estadísticas 20 Jonas Boulefaa 7 Yannis Allard 6 Akram Naji | Pabellón: Pabellón Deportivo Ahmet Cömert Árbitros: Maripier Malo Carmelo de la Rosa Sun Jian |  |

#### Partido por el 15.º puesto
| 7 de julio | Australia                                                    | 115–53                                | Filipinas                                                        | Estambul                                                                                    |  |
| 10:30      | Parciales: 31-16, 25-11, 32-13, 27-13                        | Parciales: 31-16, 25-11, 32-13, 27-13 | Parciales: 31-16, 25-11, 32-13, 27-13                            |                                                                                             |  |
|            | Estadísticas Dash Daniels 28 Joel Robinson 9 Joel Robinson 7 | Reporte Pts Reb Asts                  | Estadísticas 17 Edryn Morales 9 Edryn Morales 6 Joaquín Ludovice | Pabellón: Pabellón Deportivo Ahmet Cömert Árbitros: Viola Györgyi Waseem Husainy Mbaye Seye |  |

#### Partido por el 13.º puesto
| 7 de julio | Guinea                                                                 | 101–105                               | China                                                        | Estambul                                                                                  |  |
| 13:00      | Parciales: 27-22, 21-23, 18-27, 35-33                                  | Parciales: 27-22, 21-23, 18-27, 35-33 | Parciales: 27-22, 21-23, 18-27, 35-33                        |                                                                                           |  |
|            | Estadísticas Abdouramane Touré 50 Arafan Diané 10 S. Touré, N. Touré 8 | Reporte Pts Reb Asts                  | Estadísticas 32 Boyuan Zhang 6 X. Chen, H. Wang 8 Yuezhou Li | Pabellón: Pabellón Deportivo Ahmet Cömert Árbitros: Maj Forsberg Wissam Zein Teresa Stuck |  |

#### Partido por el 11.º puesto
| 7 de julio | Alemania                                                              | 88–65                                 | Egipto                                                                | Estambul                                                                                            |  |
| 15:30      | Parciales: 23-17, 23-16, 23-12, 19-20                                 | Parciales: 23-17, 23-16, 23-12, 19-20 | Parciales: 23-17, 23-16, 23-12, 19-20                                 | |  |
|            | Estadísticas Ivan Crnjac 19 J. Baumer, F. Lastring 5 Tom Bruggemann 4 | Reporte Pts Reb Asts                  | Estadísticas 14 R. Magdy, Y. Elhalawany 6 Omar Mowafak 4 Omar Mowafak | Pabellón: Pabellón Deportivo Ahmet Cömert Árbitros: Krishna Domínguez Mehmet Karabilecen Amal Dahra |  |

#### Partido por el 9.º puesto
| 7 de julio | Francia                                                                                  | 83–65                                 | Argentina                                                          | Estambul                                                                                          |  |
| 18:00      | Parciales: 15-16, 27-14, 18-20, 23-15                                                    | Parciales: 15-16, 27-14, 18-20, 23-15 | Parciales: 15-16, 27-14, 18-20, 23-15                              |                                                                                                   |  |
|            | Estadísticas Christopher Ebunangombe 16 N. Kouakou-Heugue, N. Soliman 5 Tres jugadores 5 | Reporte Pts Reb Asts                  | Estadísticas 18 Tyler Kropp 7 T. Kropp, F. Rotta 5 Martín Torriani | Pabellón: Pabellón Deportivo Ahmet Cömert Árbitros: Martin Horozov Yasmina Alcaraz Daigo Urushima |  |

## Clasificación final
| Pos.              | Equipo         | Pts | G-P | PF  | PC  | Dif. |
| ----------------- | -------------- | --- | --- | --- | --- | ---- |
| Medalla de oro    | Estados Unidos | 14  | 7-0 | 900 | 450 | +450 |
| Medalla de plata  | Italia         | 11  | 4-3 | 604 | 579 | +25  |
| Medalla de bronce | Turquía        | 12  | 5-2 | 551 | 518 | +33  |
| 4                 | Nueva Zelanda  | 11  | 4-3 | 573 | 645 | −72  |
| 5                 | Lituania       | 12  | 5-2 | 620 | 537 | +83  |
| 6                 | Puerto Rico    | 10  | 3-4 | 544 | 558 | −14  |
| 7                 | España         | 12  | 5-2 | 537 | 422 | +115 |
| 8                 | Canadá         | 10  | 3-4 | 522 | 555 | −33  |
| 9                 | Francia        | 11  | 4-3 | 605 | 517 | +88  |
| 10                | Argentina      | 10  | 3-4 | 524 | 541 | −17  |
| 11                | Alemania       | 10  | 3-4 | 438 | 524 | −86  |
| 12                | Egipto         | 8   | 1-6 | 502 | 565 | −63  |
| 13                | China          | 10  | 3-4 | 560 | 645 | −85  |
| 14                | Guinea         | 9   | 2-5 | 539 | 645 | −106 |
| 15                | Australia      | 11  | 4-3 | 586 | 545 | +41  |
| 16                | Filipinas      | 7   | 0-7 | 366 | 725 | −359 |

## Premios
Para esta edición de la competencia, además del tradicional quinteto ideal y jugador más valioso, se agregaron nuevos premios: segundo mejor quinteto, mejor jugador defensivo y mejor entrenador. Los premios se anunciaron el 7 de julio.
| Quinteto ideal                                                           |
| ------------------------------------------------------------------------ |
| Kaan Onat Oscar Goodman AJ Dybantsa Maikcol Pérez Cameron Boozer (MVP)   |
| Segundo mejor quinteto                                                   |
| Derin Can Üstün Koa Peat Tyran Stokes Diego Garavaglia Artūras Butajevas |
| Mejor jugador defensivo: Brandon McCoy                                   |
| Mejor entrenador: Giuseppe Mangone                                       |